# Heinkel He 176
Heinkel He 176 – niemiecki samolot eksperymentalny, pierwszy na świecie samolot napędzany silnikiem rakietowym na paliwo ciekłe. Zbudowano tylko jeden egzemplarz tego samolotu w wytwórni Heinkel w ramach prywatnych prac Ernsta Heinkela.
Oblatany 20 czerwca 1939 przez Ericha Warsitza, co dowiodło możliwości wykorzystania silnika rakietowego na paliwo ciekłe na bazie nadtlenku wodoru do lotów z dużymi prędkościami. Po zakończeniu prób został on przeniesiony do berlińskiego muzeum lotnictwa, w którym uległ zniszczeniu podczas alianckiego bombardowania w 1943.
W latach 20. XX wieku niemieccy kaskaderzy eksperymentowali z silnikami na stały materiał pędny montowanymi do samochodów, motocykli i sani. Przykładem takich konstrukcji są Ente Alexandra Lippsicha i RAK.1 Fritza von Opela. Silniki takie miały jednak wiele wad, m.in. brak regulowanego ciągu i niemożność wyłączenia już odpalonego silnika.
Pod koniec lat 30. Wernher von Braun badał możliwość instalowania silników rakietowych na paliwo ciekłe w samolotach. Heinkel stał się entuzjastą takiego rozwiązania i dostarczał do ośrodka doświadczalnego w Peenemünde swoje konstrukcje do badań, m.in. He 72 i dwa egzemplarze He 112. W 1937 jeden z takich samolotów odbył lot mieszany: samolot wystartował używając silnika spalinowego, a potem leciał napędzany tylko silnikiem rakietowym. W tym samym czasie Hellmuth Walter eksperymentował z silnikami rakietowymi wykorzystującymi nadtlenek wodoru. Konstrukcje takie okazały się lekkie, proste i nadające się do instalacji w aerodynach. He 176 powstał w celu sprawdzenia jednego z jego silników.
He 176 był małym, prostym, niemal całkowicie drewnianym samolotem. Do jego zalet należał nowoczesny, całkowicie zamknięty kokpit; jednoelementowy przezroczysty nos bez łączeń, przez który było widać orczyk. Podwozie o konstrukcji mieszanej, klasyczno-trzypunktowe. Koła główne i ogonowe, chowane.
Samolot miał unikatową wówczas funkcję katapultowania. Nos samolotu mógł zostać odrzucony za pomocą siły sprężonego powietrza. Siła potrzebna do odrzucenia redukowana była przez spadochron pomocniczy. Po odrzuceniu nosa pilot wraz z kokpitem wysuwał się z samolotu i opadał na spadochronie głównym.
Heinkel zademonstrował samolot ministerstwu lotnictwa Rzeszy, ale brak zainteresowania z jego strony doprowadził w efekcie do zaniechania prac Heinkela nad napędem rakietowym.
Jeszcze przed zaniechaniem prac plany przewidywały budowę bardziej zaawansowanej konstrukcji, również oznaczanej jako He 176. Nie została jednak ona zrealizowana. Z powodu powtórzenia oznaczenia wiele publikacji używa ilustracji obu samolotów wymiennie.
Pierwszym wojskowym samolotem rakietowym stał się myśliwiec Me 163 Komet, zbudowany przez konkurencyjną firmę Messerschmitt. Silnik Kometa stanowił dalsze rozwinięcie silnika napędzającego He 176.